# أنيس بقلة
أنيس بقلة (1890 - ؟) هو أديبٌ وشاعرٌ مهجري.

## مولده وهجرته
وُلد أنيس خليل بقلة في دمشق سنة 1890 ميلاديّة، وترعرع في أزقّتها، وتلقّى علومه في مدارسها، حتّى نهل من معين اللغة العربية وآدابها، وأتقن الإنكليزية مبكّرًا. هاجر في عام 1909 إلى الولايات المتّحدة الأمريكية، حيث استقرّ في مدينة بوسطن، وبدأ مشواره الصحفي محرّرًا للمقالات، ومترجمًا للأمثال العربية في صحيفة بوسطن غلوب. ولم يمضِ وقت طويل حتّى ألّف ثلاث رواياتٍ حملت عناوين لافتة: بلاوي الهوى، مصائب العشّاق، الخائنة.
ألجأه ضيق الحال إلى ترك الكتابة مؤقّتًا، والانخراط في عالم التجارة. فافتتح متجرًا لبيع الألبسة الجاهزة بالجملة، وأدار تجارته بمهارة واقتدار طوالَ ثلاثة وعشرين عامًا، حتّى كوّن ثروة مكّنته من التقاعد والانتقال إلى مدينة ميامي بولاية فلوريدا، حيث عاش مرفّهًا، كريم النفس، سخِيّ العطاء.

## أدبه وشعره
لم ينقطع أنيس بقلة عن الأدب رغم مشاغل الحياة، فقد أنجز ما مجموعه ثمانية عشر مؤلّفًا بالعربية، بحسب توثيق مجلّة المشرق، كان من أبرزها: شيخ المعارف، جبر الخواطر، آدم وحوّاء، جوزفين، الوجه الداخلي. كما وضع ديوان شعر وكتابين بالإنكليزية. وما كان يسعى من وراء كتبه إلى ربح أو شهرة، بل كان يطبعها على نفقته، ويهديها إلى معاهد العلم والمكتبات والأصدقاء وكلّ من يطلبها، مؤمنًا بأنّ رسالته الأدبية تقوم على التسلية الهادفة والنصح المستنير.
تميّزت كتاباته بلمسة واقعية صادقة، تناولت قضايا الإنسان النفسية والاجتماعية، واستقرأت طباعَ المجتمع وعاداته، فانتقدت ما فيه من عِلل، وأثنت على ما فيه من فضائل. كانت لغته سهلة، وأسلوبه قريبًا من القلب، يجمع بين الفصحى والعامّية الشامية، وبين الطرافة والجدّ، متحرّرًا من قيود البلاغة التقليدية. وفي كتابه رباعيات الحياة، الذي أهداه إلى عقيلته الأمريكية، تحدّث عن الشعر ببساطة آسرة، جعلت معانيه تتسرّب إلى وجدان القارئ بسلاسة.
من شعره قصيدة بعنوان «زفرات الشعب»، يقول فيها: